# 구미 금강사 금란가사
구미 금강사 금란가사(龜尾 金剛寺 金襴袈裟)는 대한민국 경상북도 구미시 선주원남동에 있는 조선시대의 금란가사이다. 2004년 12월 6일 경상북도의 민속문화재 제133호로 지정되었다.

## 개요
금란가사는 석가여래부처 당시에 부처의 이모였던 마가파도파제 부인이 부처께 금색의(金色衣) 또는 금란가사를 한 벌 지어 올린데서 유래한 것이다. 이 때부터 금란가사 또는 금색의는 국가적인 차원에서 열리는 큰 행사에서 당대 최고의 고승인 증명법사(證明法師) 한 사람만 입는 법의였다.
금강사 창건주인 고 철우선사(鐵牛禪師)의 금란가사는 철우선사의 스승인 혜월선사(慧月禪師)에게서, 또 혜월선사의 스승이며 당대 고승인 경허선사(鏡虛禪師)에게서 전수된 것으로 여겨진다.
경허선사는 1898년 봄 가야산 해인사 조실로 초대 받고 해인사에 계시던 중 그 해 가을에 국왕의 칙명으로 추진한 장경간행불사증명(藏經刊行佛事證明)으로 계실 때 왕실의 왕비 및 궁녀들이 증명법사인 경허선사께 지어 준 것으로 추정된다.

## 같이 보기
- 혜명 (조선)
- 경허

## 참고 자료
- 구미금강사금란가사 - 국가유산청 국가유산포털